# Kazuyuki Fujita
Kazuyuki Fujita (藤田 和之?, Fujita Kazuyuki; Funabashi, 16 ottobre 1970) è un lottatore di arti marziali miste e wrestler giapponese.
Allievo del leggendario Antonio Inoki, ha più recentemente combattuto nella divisione dei pesi massimi per la promozione giapponese Inoki Genome Fighting. È principalmente noto per il suo passato nella promozione giapponese PRIDE, ed ha fatto parte anche delle promozioni K-1, Sengoku e World Victory Road.
Nel corso della sua carriera ha sconfitto campioni come Ken Shamrock, Gilbert Yvel, Mark Kerr, Bob Sapp, Karam Gaber, Peter Graham e James Thompson.
Come wrestler, ha invece fatto parte della New Japan Pro-Wrestling dal 1996 al 2005 dove ha vinto tre volte l'IWGP Heavyweight Championship.

## Carriera nelle arti marziali miste
Dopo una lunga pausa di 4 anni, Fujita tornò a combattere il 31 dicembre 2013 per affrontare il connazionale Satoshi Ishii all'evento Inoki Bom-Ba-Ye 2013, con in palio il titolo IGF dei pesi massimi. Venne sconfitto per decisione unanime dopo 3 round, in ciò che fu la sua quarta sconfitta consecutiva.
Un anno dopo, a seguito della vittoria di Mirko Filipović contro Ishii, Fujita salì sul ring per sfidare il veterano combattente croato.